# Великогагин, Степан Иванович
Князь Степан Иванович Великогагин — рында и воевода во времена правления Михаила Фёдоровича.
Из княжеского рода Великогагины. Второй сын окольничего, князя Ивана Васильевича Великогагина Меньшого. Имел брата, бездетного князя Петра Ивановича, упомянутого чернецом в Троице-Сергиевом монастыре и сестру княжну Татьяну Ивановну (ум. 1601), похоронена в Троице-Сергиевом монастыре.

## Биография
В 1613 году расписался сорок девятым в грамоте об избрании на Всероссийский престол царя Михаила Фёдоровича. В 1619 году послан от царя к Михаилу Борисовичу Шеину и другим пленникам выменянным из польского плена с "милостивым царским словом" и спросить о их здоровье. В 1622 году рында при представлении Государю датского посланника. В 1625-1628 годах первый воевода в Воронеже. В 1627-1640 годах в Боярских книгах показан стольником. В октябре 1633 года "наряжал вина" при государевом столе в Передней палате. В 1637 году воевода в Великих Луках. В апреле 1638 года первый посылочный воевода в Туле при боярине, князе Иване Борисовиче Черкасском для охранения от прихода крымцев и нагайцев, где с ним в сентябре, после отпуска больших воевод, заместничал Семён Иванович Шаховской, которому первоначально отказали, но потом делу дали ход. В сентябре 1639 года первый воевода в Туле. В феврале 1639 года закончилось местническое дело, которое вёл князь Степан Иванович Великогагин, где его оппоненту С.И. Харе-Шаховскому пришлось выслушать строгий приговор: "Ты бил челом на князя Степана Гагина воровством своим .... по лествице роду своево написал князя Степана себе внуком. И ты Государева указа не послушал, что велено быть без мест ...., а мочно быть и отцу твоему меньши князя Степана Гагина сына". Упомянут рязанским помещиком.

## Семья
Женат на рязанской помещице Евдокии Васильевну Бутурлиной, упомянутой в 1659 году, от брака с которой имел детей:
- Князь Великогагин Даниил Степанович  — воевода, наместник и окольничий.

## Критика
В Боярской книге указана дата смерти князя Степан Ивановича — 1641 (149) год, а в родословном сборнике Л.М. Савелова — 1646 год.